# Costantino Reta
Costantino Reta (Genova, 5 febbraio 1814 – Ginevra, 17 aprile 1858) è stato un politico italiano.

## Biografia
Fu deputato del Regno di Sardegna nelle prime tre legislature, eletto nel collegio di Santhià.